# Grigori Grinko
Grigori Fedorovitch Grinko (em ucraniano: Григорій Федорович Гринько; em russo: Григорий Фёдорович Гринько) (30 de novembro de 1890 - 15 de março de 1938). Estatista e político soviético ucraniano. 

## Biografia

### Primeiros anos
Grinko nasceu numa família de funcionários do zemstvo no povo de Shtepovka (Oblast de Kharkiv). Formou-se na faculdade de Filosofia e História das universidades de Kharkiv e Moscovo, mas não finalizou os seus estudos em nenhuma delas ao ser expulso da Universidade de Moscovo em 1913 pela sua participação na revolta de estudantes. Antes disso, tinha-se afiliado ao Partido Socialista Revolucionário, na sua seção mais esquerdista. Entre 1913 e 1917, durante a Primeira Guerra Mundial serviu no exército como oficial inferior e, após o seu regresso, trabalhou como professor numa escola secundária de Kharkiv.

### Militância política
Em 1918 converte-se num dos organizadores e líder do partido borotbista e, consequentemente, em 1919, torna-se membro do Comité Central Executivo Revolucionário Panucraniano (Всеукрревком - Vseukrrevkom). Em 1920, ingressa no Partido Comunista Revolucionário (bolchevique) quando os borotbistas foram disolvidos pelo Komintern. Como antigo membro do desaparecido partido pró-independentista, foi purgado em 1922 por "desviação nacionalista", mas recuperaou a sua posição em 1925 e foi nomeado Comissário Popular de Ucrânia para a Planificação Estatal (Gosplan). 

### Cargos políticos
Grinko ocupou um importante número de cargos políticos antes e depois da sua reabilitação. Em 1919 foi nomeado Comissário Popular para a Educação em Ucrânia, ocupando esse cargo até 1922. Entre 1922 e 1923 foi designado chefe do Gosplan da República Socialista Soviética da Ucrânia. Entre 1923 e 1925 ocupou os cargos de chefe do Comité Executivo da gubernia de Kiev e, simultaneamente, a chefia do Governo de Kiev e a chefia do Soviete da Cidade de Kiev. Depois, entre 1925 e 1926, volveu dirigir o Gosplan da RSS da Ucrânia, sendo também subchefe do Comité Central da RSS de Ucrânia e, ao mesmo tempo, membro do Presidium do Gosplan de toda a URSS. A nível federal também ocupou, entre 1928 e 1929, a chefia do Gosplan da URSS. Nese mesmo ano de 1929, foi eleito vice-Comissário Popular de Agricultura da URSS e, entre 1930 e 1937, Comissário Popular das Finanças Narkomfin em substituição de Nikolai Briukhanov.

### Queda e julgamento
Ao igual que o seu predecessor, foi detido no processo do Grande Expurgo stalinista em 3 de agosto de 1937. Em 16 de agosto desse ano foi destituído do seu cargo, que foi ocupado por Vlas Tchubar. Entre o 2 e o 13 de março de 1938, nos julgamentos conhecidos como Processos de Mocovo, é condenado junto com outros importantes bolcheviques como Aleksei Rikov, Nikolai Bukharin, Nikolai Krestinski ou Christian Rakovski, acusados de opor-se ao Partido e às suas políticas de rápida industrialização, coletivização forçada e planeamento centralizado. 
No julgamento, Grinko foi acusado de ser um espião alemão e polaco desde 1932 e de pertencer a um bloco trotskista-direitista junto com outros purgados como Mikhail Tchernov, Arkadi Rozengoltz e Isaak Zekenski. Foi acusado também de preparar em Sibéria, no norte do Cáucaso, em Ucrânia, em Bielorrússia, em Uzbequistão e outros territórios soviéticos uma série de pessoal kulak insurgente com o fim de levar a cabo atividade armada na retaguarda do Exército Vermelho. Por outra banda, foi acusado de levar a cabo um trabalho destrutivo desde o Narkomfin. Em 13 de março de 1938, foi sentenciado a morte por alta traição. 
Em 1959 foi reabilitado durante o processo de desestalinização iniciado por Nikita Khrushchev.
| Precedido por: {{{antes}}} | Câmara Municipal de Kiev 1924 – 1925 | Sucedido por: {{{depois}}} |

| Precedido por: {{{antes}}} | Narkomfin 1930 – 1937 | Sucedido por: {{{depois}}} |

## Outros artigos
- Narkomfin
- Comunismo
- Grande Expurgo
- Julgamento dos Vinte e Um